# Ana Mercedes Asuaje de Rugeles

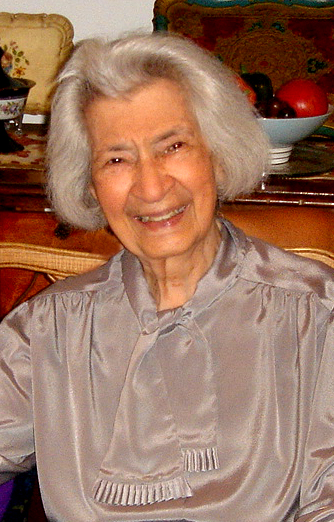
Ana Mercedes Asuaje de Rugeles 2008

Ana Mercedes Asuaje de Rugeles (* 8. August 1914 in Barquisimeto, Lara; † 21. April 2012 in Caracas) war eine venezolanische Komponistin und Musikpädagogin.

## Leben und Wirken
Asuaje de Rugeles studierte bei Franco Medina und Ascanio Negretti und war Kompositionsschülerin von Vicente Emilio Sojo an der Escuela de Música José Ángel Lamas in Caracas. Von 1948 bis 1950 studierte sie an der Catholic University of America in Washington, daneben 1950 auch bei Jacobo Ficher in Buenos Aires. Schließlich nahm sie in Paris und Genf Kurse in Musikpädagogik.
Anfang der 1950er Jahre hielt sie sich gemeinsam mit ihrem Mann, dem Schriftsteller Manuel Felipe Rugeles im diplomatischen Dienst Venezuelas in Argentinien und den USA auf. Von 1953 bis 1975 unterrichtete sie an der Escuela de Música Juan Manuel Olivares, die sie zuletzt als Direktorin leitete. Elf Jahre lang war sie Musikredakteurin beim Radio Nacional de Venezuela.
Asuaje de Rugeles war Gründungsmitglied der Asociación Venezolana de Autores y Compositores, des Orquesta Pequeña Mavare und der Schola Cantorum de Caracas. Von 1978 bis 1986 war sie akademische Direktorin der Oerquesta Sinfónica de la Juventud Venezolana Simón Bolívar. Für ihre Verdienste um die musikalische Erziehung der Kinder und Jugendlichen wurde sie 1993 vom Consejo Nacional de la Cultura mit dem Premio Docencia Musical ausgezeichnet.

## Werke
- Estampas románticas für Stimme und Klavierquartett
- Soñando (Text von Manuel Felipe Rugeles), 1941
- Himno a la agricultura (Text von Manuel Felipe Rugeles), 1942
- Himno a la campaña de alfabetización (Text von Manuel Felipe Rugeles) für Chor und Klavier, 1946
- Plenitud, 1946
- Himno de las bibliotecas de historias médicas, 1955
- El pájaro carpintero (Text von Manuel Felipe Rugeles), 1955
- Canción de la nieve (Text von Manuel Felipe Rugeles), 1963
- Himno de las ex alumnas del colegio de la inmaculada de Barquisimeto, 1964
- Beatriz für Klavier, 1964
- Estás entre tus líneas y mis ojos (Text von Regulo Burelli Rivas), 1966
- Serenata barquisimetana, Suite für Doppelquintett, Mandoline und Klavier, 1967
- Alma no me digas nada (Text von Juan Guzmán Cruchaga), 1967
- Himno de la enfermera, 1967
- Armonía eterna (Text von Manuel Felipe Rugeles), 1968
- El clavel (Text von Manuel Felipe Rugeles), 1969
- ¡Ay, la vaquita de ordeño¡ (Text von Manuel Felipe Rugeles), 1969
- La garza (Text von Manuel Felipe Rugeles), 1969
- Las estrellas (Text von Manuel Felipe Rugeles), 1969
- Mariposas (Text von Manuel Felipe Rugeles), 1969
- Nada más (Text von Manuel Felipe Rugeles), 1969
- Nochebuena (Text von Manuel Felipe Rugeles), 1969
- Primavera (Text von Manuel Felipe Rugeles), 1969
- Himno del maestro Saint Germain, 1972
- Himno de San Juan Tadeo
- Aire de joropo (Text von Alicia Álamo Bartolomé), 1973
- Canción de la niña desvelada (Text von Manuel Felipe Rugeles und Alicia Álamo Bartolomé), 1973
- Canción para el niño desvelado (Text von Manuel Felipe Rugeles)
- Canción para tu nombre (Text von Manuel Felipe Rugeles und Alicia Álamo Bartolomé), 1973
- Canto a Rowina (Text von Manuel Felipe Rugeles und Alicia Álamo Bartolomé), 1973
- Danza en tiempo de minueto (Text von Manuel Felipe Rugeles und Alicia Álamo Bartolomé), 1973
- El curruñatá (Text von Manuel Felipe Rugeles und Alicia Álamo Bartolomé), 1973
- La guacharaca (Text von Manuel Felipe Rugeles und Alicia Álamo Bartolomé), 1973
- La mar está agitada (Text von Manuel Felipe Rugeles und Alicia Álamo Bartolomé), 1973
- La tortuguita (Text von Manuel Felipe Rugeles und Alicia Álamo Bartolomé), 1973
- Puerto del aire für Stimme, Klavier und kleines Orchester, 1977
- Canción para la niña desvelada (Text von Manuel Felipe Rugeles), 1978
- Dos canciones de cuna, 1978
- Vocalise, 1978
- María Celeste für Klavier, 1980
- Dos cantos escolares, 1983
- María Carolina für Klavier, 1986